# Nicolas Falacci
Nicolas Falacci (* in Massachusetts) ist ein US-amerikanischer Drehbuchautor und Produzent. Zusammen mit seiner Frau und Co-Autorin Cheryl Heuton schrieb er Drehbücher für Numb3rs.
Falacci besuchte in New York City die Tisch School of the Arts. Bereits sein erstes Drehbuch (The Brandenberg) verfasste er gemeinsam mit Cheryl Heuton, mit der er auch die Serie Numbers – Die Logik des Verbrechens entwickelte, er schrieb an allen Drehbüchern aller Folgen mit und coproduziert die Serie.
Er verfasste das Drehbuch für den 1991 entstandenen Horrorfilm Children Of The Night. Am 7. Mai 2007 wurden Falacci und Heuton mit dem Carl Sagan Award ausgezeichnet.